# 구구단

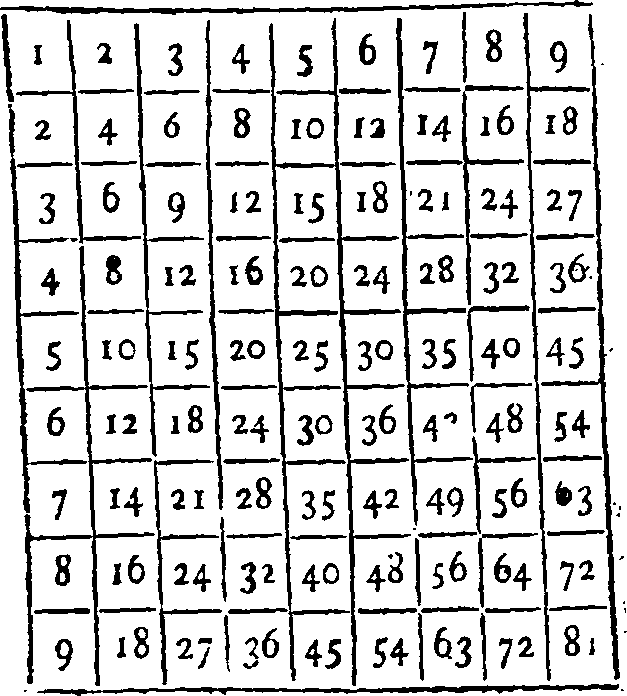

구구단(九九段) 또는 구구법(九九法)은 1부터 9까지의 두 수를 곱한 9×9 곱셈표를 가리키며, 산수의 기본이 된다.

## 곱셈표
| × | 1 | 2  | 3  | 4  | 5  | 6  | 7  | 8  | 9  |
| - | - | -- | -- | -- | -- | -- | -- | -- | -- |
| 1 | 1 | 2  | 3  | 4  | 5  | 6  | 7  | 8  | 9  |
| 2 | 2 | 4  | 6  | 8  | 10 | 12 | 14 | 16 | 18 |
| 3 | 3 | 6  | 9  | 12 | 15 | 18 | 21 | 24 | 27 |
| 4 | 4 | 8  | 12 | 16 | 20 | 24 | 28 | 32 | 36 |
| 5 | 5 | 10 | 15 | 20 | 25 | 30 | 35 | 40 | 45 |
| 6 | 6 | 12 | 18 | 24 | 30 | 36 | 42 | 48 | 54 |
| 7 | 7 | 14 | 21 | 28 | 35 | 42 | 49 | 56 | 63 |
| 8 | 8 | 16 | 24 | 32 | 40 | 48 | 56 | 64 | 72 |
| 9 | 9 | 18 | 27 | 36 | 45 | 54 | 63 | 72 | 81 |

곱해지는 수(곱셈 기호 왼쪽의 숫자)에 따라 2단, 3단, …, 9단이라는 이름이 붙는다. 구구단을 외울 때에는 ‘2×1은 2, 2×2는 4, …, 2×9는 18’과 같이 차근차근 순서대로 외운다.
   1 × 9 = 9

   2 × 9 = 18

   3 × 9 = 27

   4 × 9 = 36

   5 × 9 = 45

   6 × 9 = 54

   7 × 9 = 63

   8 × 9 = 72

   9 × 9 = 81
구구단 표에는 여러 패턴이 나타나는데, 예를 들어서 9단의 경우 십의 자리는 1씩 (한묶음더 몇개더!) 커지고, 거꾸로 일의 자리는 1씩 작아진다. 이러한 패턴은 합동 산술을 통해 수학적으로 증명할 수 있다.
9단은 이렇게 있어 외우기 쉽고 10의 자리와 1의 자리를 더하면 9가 된다 (예.  9+0=9, 1+8=9, ,2+7=9, ...., 8+1=9
9
18
27
36
45
54
63
72
81

## 구구단 표
- 구구단의 표를 보고 곱셈 배우기

## 기타
- 곱셈 알고리즘
  - 19단 — 9단이 끝이지만 19단으로 넓인것.